# Olafat Patera
L'Olafat Patera è una struttura geologica della superficie di Io.